# مدرسه حقوق دانشگاه واشینگتن
مدرسه حقوق دانشگاه واشینگتن (انگلیسی: University of Washington School of Law) مدرسه حقوق در دانشگاه واشینگتن که  در سیاتل، واشینگتن واقع شده‌است.
رتبه‌بندی مدرسه حقوق یواس نیوز اند ورلد ریپورت در سال ۲۰۲۳، این مدرسه حقوق را در رتبه ۴۹ قرار می‌دهد. که آن را به بالاترین رتبه مدرسه حقوق در شمال غربی آرام تبدیل می‌کند.